# Werden
Werden è un quartiere della città tedesca di Essen, compreso nel distretto urbano IX.

## Storia
Il 1º agosto 1929 la città di Werden venne aggregata alla città di Essen.